# Zion (film)
Pour les articles homonymes, voir Zion.
Pour plus de détails, voir Fiche technique et Distribution.
Zion est un drame français, réalisé par Nelson Foix et sorti en 2025.

## Fiche technique
- Titre français : Zion
- Réalisation : Nelson Foix
- Scénario : Nelson Foix
- Musique : Brice Davoli
- Décors : Arnaud Putman
- Costumes : Naïké Lafleur
- Photographie : Martin Laugery
- Son : Arnaud Lavaleix
- Montage : Clémence Samson
- Production : Slievan Harkin et Laurence Lascary
- Société de production : Kiss Films, De l'autre côté du périph[1]
  - Coproduction :  Black Moon, France 3 Cinéma et Umedia[2]
- Société de distribution : The Jokers Films
- Budget : 3,3 millions d'euros[3]
- Pays de production :  France
- Langue originale : créole, français
- Format : couleur
- Genre : drame
- Durée : 99 minutes
- Date de sortie : 
  - France : 9 avril 2025
- Classification :
  - France : tous publics avec avertissement

## Distribution
- Sloan Descombes : Chris
- Philippe Calodat : Joe
- Zebrist : Odell
- Saint-Eloi Dominique : Tidog
- Axelle Delisle : Lika
- Youri Christophe : Jayson
- Lucile Kancel : Lucie

## Production

### Tournage
Le tournage du film a lieu du 30 mai 2023 jusqu'au 13 juillet 2023 en Guadeloupe.

## Bande originale
Le compositeur Brice Davoli crée une partition pour accompagner les tensions du récit et l’évolution des personnages. Il s’entoure de musiciens antillais.

## Distinctions

### Sélections
- Reims Polar 2025 : sélection dans la catégorie Sang neuf